# Acanthocerodes
Acanthocerodes (лат.) — род жуков-гибосорид из подсемейства Ceratocanthinae (Hybosoridae). Южная Африка. Известно 3 вида.

## Описание
Мелкие жуки-гибосориды. Бескрылые виды из Южной Африки. Голова с щёчным кантом, не проходящим через глаза, первый антенномер усиковой булавы с внешней поверхностью почти полностью голый, спина чёрная и выпуклая, с простыми полосами и/или точками. Способность к сворачиванию в шар отсутствует. Обитают в лесной подстилке.

## Систематика
Род был впервые описан в 1901 году южноафриканским энтомологом Louis Albert Péringuey (1855—1924). Включён в состав трибы Ceratocanthini из подсемейства Ceratocanthinae (Hybosoridae).
- Acanthocerodes endroedyi Paulian, 1980
- Acanthocerodes martini Paulian, 1992
- Acanthocerodes singularis Péringuey, 1901